# Insurrección de Praga
Para los acontecimientos de la primavera de 1968, véase Primavera de Praga
La Insurrección de Praga (en checo: Pražské povstání) fue un intento de la resistencia checa de liberar a la ciudad de Praga de la ocupación alemana en la Segunda Guerra Mundial. Comenzó el 5 de mayo de 1945, en los últimos momentos de la guerra en Europa. La insurrección se prolongó hasta el 8 de mayo de 1945, terminando en un alto el fuego el mismo día de la Victoria en Europa y un día antes de la llegada del Ejército Rojo.

## Antes de la insurrección
A consecuencia de la guerra, la vida cotidiana de Praga se había visto gravemente afectada por la militarización de la economía, la eliminación de los derechos políticos, las deportaciones forzosas a Alemania como mano de obra y el sentimiento de opresión nacional. No solo se vio afectada la clase obrera, sino también algunos sectores de la baja burguesía como los pequeños y medianos empresarios y los funcionarios estatales o municipales de las categorías inferiores.
Los checos pretendían liberarse del yugo nazi e impedir que los alemanes pudieran continuar la guerra desde el territorio checoslovaco que todavía ocupaban. El objetivo de la resistencia era obligarlos a que se retiraran a Alemania. Para ello necesitaban el apoyo y la ayuda del Ejército Rojo.
En la primavera de 1945 en Checoslovaquia, no fueron muchos los grupos partidistas, grandes y pequeños que se sumaron a cerca de 7.500 anti-fascistas. Estos seguidores en su mayoría participaron en la "batalla de los railes", en el que se perturbó el transporte ferroviario y de carreteras, se atacaron trenes y estaciones, así como trenes de tropas alemanas, y pistas y puentes fueron dañados. Por ejemplo, hubo algunas líneas que los nazis podían utilizar solo de día y ni siquiera todos los días.
En la víspera de la sublevación, se hallaban en su apogeo las actividades propagandísticas de un grupo denominado Juventud Comunista. Además, poco antes de la revuelta, finalmente los grupos de partisanos lograron reunificarse y seguir luchando en las duras condiciones actuales tras los desacuerdos ocurridos por los arrestos en marzo.

## Batalla por la Radio Checa
Desde el 30 de abril hasta el 1 de mayo de 1945, el Coronel de las Waffen-SS (Obergruppenführer) y General de policía Karl Hermann Frank anunció por la radio que se ahogaría cualquier levantamiento en un "mar de sangre". Como los rumores de una llegada inminente aliada estaban llegando a Praga, sus habitantes se lanzaron a las calles para recibir a los vencedores. Frank ordenó despejar las calles y dio instrucciones al ejército alemán y a la policía para que dispararan contra cualquier persona que desobedeciera las órdenes. 
El 5 de mayo, la radio checa, en una mezcla de checo y alemán, anunció: "Son las seis en punto". Un grupo de policías checos intentó apoderarse del edificio de la radio en la calle Vinohradská, sin darse cuenta de que un destacamento de SS ya estaban estacionados allí, lo que dio lugar a un duro enfrentamiento. Con los sonidos de combate de fondo, la estación de radio siguió la emisión, animando a los ciudadanos a la rebelión.

## Insurrección
A la 1:00 de la mañana del 5 de mayo combatientes armados de la resistencia checa abruman a las defensas de las Waffen-SS de los edificios de la radio. El locutor de radio transmitió un llamamiento a la nación checa se levantan y pidió a la gente en las calles de Praga para construir barricadas. En otros lugares, los combatientes de la resistencia checa ocuparon los cuarteles de la Gestapo y la Sipo.
Durante la tarde del 5 de mayo, el alcalde de Praga se pasó al bando de la Comisión Nacional del Ayuntamiento. Los checos en las calles derribaron las señales de tráfico e inscripciones de tienda escritas en alemán. Atacaron a los alemanes a la vista y se apoderaron de sus armas. Los alemanes intentaron responder de la forma más eficaz posible, planeando un feroz contraataque efectuado por las fuerzas ubicadas en las afueras de Praga, para así apoyar a las últimas fuerzas nazis que se ubicaban dentro de la ciudad.
No obstante, durante el avance alemán en la noche, los insurgentes se enteraron del plan nazi y lograron defenderse efectivamente, dejando las cosas en un duro empate entre ambos bandos.
En la mañana del 6 de mayo, se levantaron más de mil barricadas. Las tropas de la resistencia checa había logrado apoderarse de la mitad de la ciudad antes de que los alemanes lograran reaccionar vigorosamente. Las guarniciones alemanas a través de Praga fueron rodeadas. Los insurgentes obligaron a los alemanes sitiados a rendirse tras cortar la electricidad, abastecimiento de agua, y los cables telefónicos. Praga experimentó una erupción de la lucha contra los excesos de Alemania, mientras que algunos alemanes, principalmente la SS, se vengaron de los checos no-combatientes.

## Contraataque alemán
Las fuerzas alemanas que estaban fuera de Praga, comenzaron a moverse hacia el centro de la ciudad a fin de aliviar a sus compatriotas atrapados. El otro objetivo de estas fuerzas alemanas era la captura del ferrocarril y la red de comunicación por carretera. La posesión de estos enlaces de transporte vital para asegurar el libre paso hacia el oeste, donde estaban las líneas americanas, por parte de la Wehrmacht) Grupo de Ejércitos Centro del ejército alemán
Durante el 6 de mayo, los alemanes trataron de recuperar el edificio de la estación de radio. Como el avance alemán se encontró con una resistencia significativa, tanto en el propio edificio y en las barricadas en las calles cercanas, los alemanes decidieron usar bombarderos en su lugar. Este ataque fue un éxito. Sin embargo, la resistencia checa logró seguir emitiendo sus mensajes desde otro lugar.
Con la noticia de que los estadounidenses ya estaban en Pilsen, inicialmente se esperó que sus tanques llegaran a Praga en breve. Pero los insurgentes no eran conscientes del acuerdo de la línea de demarcación entre los americanos y los soviéticos, unos 70 km al oeste de Praga. Los llamamientos de la radio checa al Ejército de Estados Unidos siguieron sin respuesta. Los insurgentes tampoco sabían que el Ejército Rojo podría llegar en cualquier momento y la presión militar alemana era cada vez mayor.

## El ataque de las SS
El 7 de mayo, la Waffen-SS de blindados y unidades de artillería estacionados a las afueras de Praga, frustrados por la falta de progresos decisivos realizados por la infantería Heer, lanzaron varios ataques furiosos contra los defensores de la ciudad. La situación era grave. La Waffen-SS comenzó a emplear sus equipos pesados y además los ataques aéreos de la temida Luftwaffe fueran lanzados sobre Praga. Muchos lugares del centro histórico fueron bombardeados. En las horas posteriores, las fuerzas de ocupación alemana, poco a poco superaron a los combatientes checos. La resistencia solo tenía unas pocas armas antitanques para hacer frente a los blindados alemanes. Y sus municiones se estaban agotando.

## La deserción del ROA
En este momento crucial, una división del anticomunista Ejército Ruso de Liberación (ROA, conocido también como Ejército de Vlásov) bajo el mando del general Serguéi Bunyachenko se volvió contra los alemanes y se unió a los insurgentes checos en la lucha contra las Waffen-SS. A diferencia de las fuerzas checas, estas fuerzas estaban relativamente bien equipadas (incluían vehículos blindados y artillería) y contaban con experimentados veteranos del Frente Oriental. Sin embargo, el ROA no planeaba permanecer en Praga durante todo el levantamiento. Vlásov no tenía el pleno apoyo de los líderes checos y tenía miedo de que a él y a sus soldados los pudieran entregar a los soviéticos que se aproximaban. Por ello, los soldados soviéticos, pronto dejaron la ciudad para tratar de llegar a las líneas americanas.

## Retirada alemana
El 8 de mayo, ante la no llegada de ayuda aliada y ante la destrucción inminente de la ciudad, los insurgentes se vieron obligados a negociar, y aceptaron los términos alemanes presentados por el gobernador militar alemán, el general Rudolf Toussaint. Hizo un llamamiento para la inmediata capitulación y exigió el paso libre de las fuerzas alemanas, incluidos civiles, a través de Praga. A cambio, Praga no sería destruido. Aunque el acuerdo parecía dar a los alemanes más de lo que querían, los checos estaban seguros de que éstos no tendrían tiempo suficiente para beneficiarse de él.

## Liberación
El 9 de mayo de 1945, el Ejército Rojo soviético llegó a Praga. Unidades del Ejército de EE.UU. habían estado más cerca de Praga que los soviéticos, incluso sus unidades de reconocimiento ya estaban presentes en los suburbios de Praga cuando se inició la insurrección. Sin embargo, los estadounidenses no ayudaron a los insurgentes checos. Ignoraron el levantamiento, y toda la carnicería que le siguió.

## Participantes

### Checos
- Los ciudadanos checos que eran del proletariado y la burguesía participaron como anti-fascistas o los que se oponen a los alemanes durante el levantamiento. Ambos coincidieron en que el objetivo del frente antifascista fue liberar a la República de control alemán. Sin embargo, en la primavera de 1945, el proletariado eran organizaciones y grupos compuestos por patriotas honestos que llevó a cabo una verdadera lucha contra el fascismo. En cambio, la burguesía eran grupos formados por personas que durante todo el período de la ocupación alemana no tuvo absolutamente nada en común con la lucha real contra el fascismo, pero en cuanto se consideró que el dominio fascista fue finalmente llegando a su fin, trataron de lograr un "golpe" que beneficiaría a los grupos.[2]
- Los insurgentes checos fueron los residentes checos de Praga, obligados a trabajar para los nazis. Aunque la mayoría de salvado de los horrores de la guerra, como el proyecto y los ataques aéreos masivos, que despreciaba todo lo alemán y fueron los primeros en salir espontáneas, sin esperar las órdenes políticas. Al carecer de formación militar, se armaron con armas pequeñas capturado a los alemanes. Lucharon sorprendentemente bien tratando de obstaculizar las fuerzas superiores de Alemania por una amplia red de barricadas en las calles a toda prisa establecido. Sus tácticas de bloqueo del movimiento alemán tuvo éxito y su objetivo principal de demostrar la resistencia checa se alcanzó. Sin embargo, fue una llamada cercana, en el que cada sola hora contados. Gracias a ellos, Praga fue liberada antes de la llegada de los soviéticos. El Consejo Nacional Checo, liderado por Otakar Machotka y leal al presidente Edvard Beneš en Londres, los representaba en las negociaciones. Los participantes comunistas permanecieron fieles a su gobierno provisional en Košice, Eslovaquia.
- Fuerzas del gobierno títere: de la policía, aduanas, y otras fuerzas de seguridad del Protectorado de Bohemia y Moravia. Conformada en su mayoría de checos nativos y controlada por la Gestapo, se volvieron sus armas y equipo contra los alemanes que debían proteger. Aunque no es rival para el ejército alemán bien entrenado, que voluntariamente entregó gran parte de sus arsenales de armas pequeñas y equipos de comunicación a los insurgentes. Se suponía que la guardia de Praga contra el enemigo interno, pero en realidad se enfrentan a sus antiguos aliados de ataque desde el exterior. Anteriormente considerados traidores por los civiles Checa y ahora por los alemanes, que no tenían vía de escape y tuvo que luchar, pase lo que pase.

### Alemanes
- Los civiles alemanes con domicilio en Praga, administradores, funcionarios y miembros de la familia de los militares alemanes fueron los blancos más fáciles de ira Checa. Que tuvieron que huir por cualquier medio, incluidos los vehículos robados, con el fin de salvar vidas desnudas. Muchas crueldades inútiles fueron cometidos en ambos lados de algunos alemanes, principalmente la SS, se vengó de los no-combatientes checos.
- El Ejército alemán regular fue en realidad atrapada dentro y fuera de Praga. Se encontraron en el lugar equivocado en el momento equivocado. Necesitaban la red de comunicación de Praga enorme moviéndose hacia el oeste para rendirse a los estadounidenses. Superior en número, equipo y capacitación, se les presiona solo por el tiempo. Sin embargo, la firma del acto de cesión con el Consejo Nacional Checo por su comandante, el general Toussaint, puede ser considerado una victoria parcial, ya que solo una pequeña parte de las fuerzas alemanas fueron hacia el oeste. Algunas unidades se supone que incluso a suprimir la SS, su aliado, que se negó a cesar el fuego.
- Waffen-SS unidades se considera los mejor equipados, capacitados y motivados de todas las fuerzas alemanas. En su mayor parte consistía en Kampfgruppe Wallenstein que fue creado por las unidades de SS-Truppenübungsplatz Böhmen, una gran área de entrenamiento cerca de Benešov. Aquí se crearon dos unidades principales, cada uno con un líder. Tenían la fuerza de cuatro regimientos y acompañado por el número pequeño de artillería y vehículos blindados. Como el más fanático de las unidades alemanas, tenían más que perder. En el caso de la captura que se espera (y recibido) sin piedad. No honraron el acto de cesión firmado y consideraron a todos aquellos, que lo hicieron, como traidores. Sus últimos restos fueron disueltos por el Ejército Rojo en el bosque al suroeste de Praga, el 11 de mayo.

### Otros

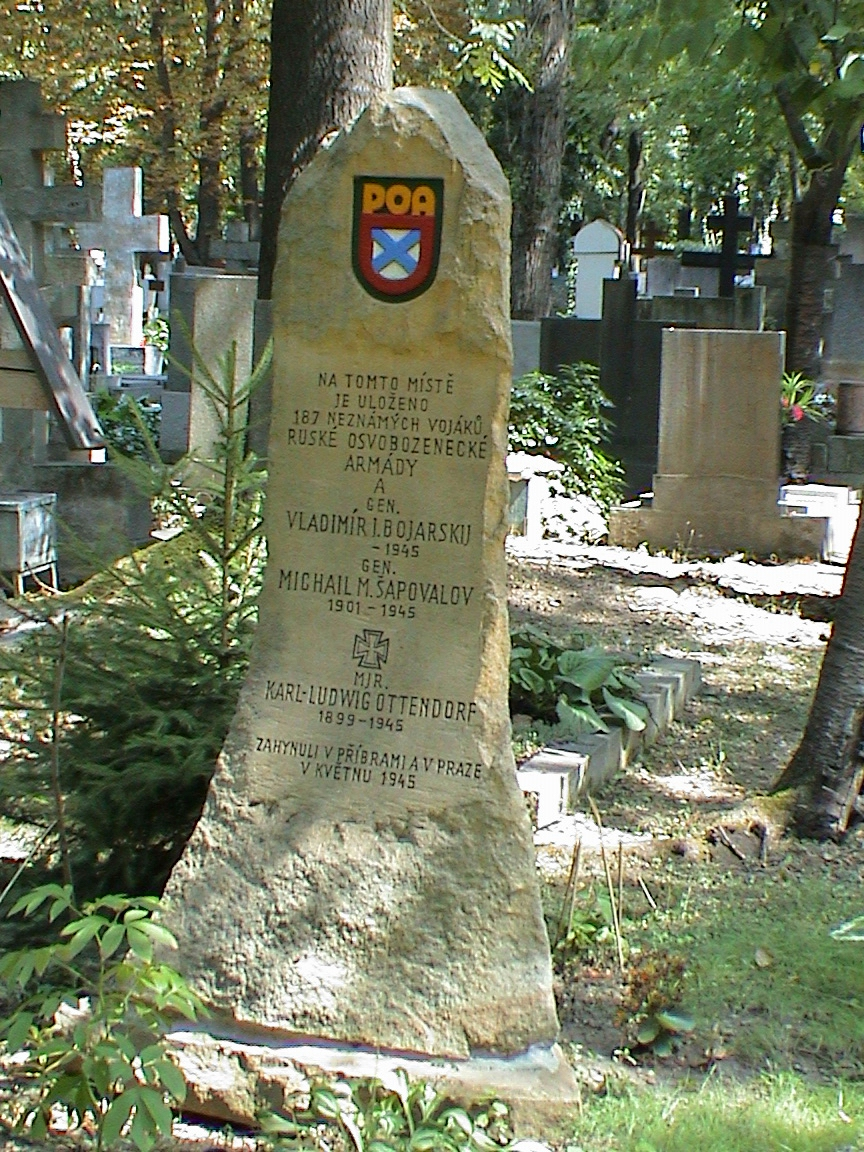
Fosa común de dos generales y 187 soldados desconocidos del Ejército de Liberación de Rusia en el cementerio de Praga.

- Ejército Rojo  llegó inesperadamente en Praga el 9 de mayo, tomaron la ciudad, puso fin al conflicto, y allanó el camino para que el Gobierno checo para llegar de Oriente y Occidente. Mientras la gente acogió con satisfacción los tanques soviéticos, las últimas unidades alemanas estaban dejando la ciudad bajo los términos del Acta de Rendición. Aunque el comando militar aliado reservó Praga por el Ejército Rojo para asegurarla, los insurgentes no tenían conocimiento de la decisión soviética de ayudar a último momento y firmó la capitulación de 13 horas antes de los primeros tanques soviéticos se acercara a la ciudad desde el norte. Unos 30 soldados soviéticos murieron en la cercana vecindad de Praga.
- Ejército de Liberación de Rusia, nacionalistas rusos y ucranianos reclutados en los campos de prisioneros de guerra para ayudar a luchar a los alemanes contra el Ejército Rojo, pero al final se volvieron sus armas contra los nazis de Alemania. Estas tropas rusoparlantes se confunden a menudo con el Ejército Rojo. Sin embargo, ellos lucharon bien y salvó el levantamiento en las horas cruciales. Se ayudó a Praga, cuando necesitaba más, pero por el precio de trescientos soldados ROA que murieron en la lucha contra las SS. A pesar de ello, los comunistas en el Consejo Nacional checo se negó a aceptar como aliados y los consideraban combatientes por su propia elección. La mayoría fueron capturados más tarde por el Ejército Rojo y llevados a campos de trabajo (gulag) en Siberia. En 1946, el general Andréi Vlásov y los demás líderes ROA capturados, entre ellos el general Serguéi Bunyachenko, fueron ejecutados por traición en Moscú.
- Las fuerzas del Ejército de Estados Unidos se vieron obligados por los políticos a desempeñar un papel pasivo debido al acuerdo anterior que se establece la línea de demarcación. A pesar de que eran capaces de llegar a Praga en pocas horas, el comando del Ejército Rojo, insistió en que la adhesión estricta a las posiciones establecidas, sin tener en cuenta la situación actual en Praga. El general estadounidense George S. Patton que quería y esperaba en Praga por todos, pero los comunistas, pero no se le permitió moverse, incluso cuando sus unidades de reconocimiento se informó de un mero 20 km al sur de Praga. En cualquier caso, una misión del Ejército de EE.UU. se envió todo el camino, al este de Bohemia con el fin de persuadir al Mariscal de Campo Ferdinand Schörner para la entrega. En el camino, los negociadores del Ejército de los EE.UU. se detuvo en Praga y ayudó a persuadir a General Toussaint, el comandante militar alemán en Praga, para ofrecer su capitulación.
- Prisioneros de guerra de la 20.ª División de Granaderos SS (estonia 1.ª ) fueron confundidos con los criminales de guerra por la población checa local y el Ejército Rojo, que se reanudaron las hostilidades contra las tropas de Estonia se rindió a pesar de sus intenciones. Los estonios habían sido reclutados por la fuerza los miembros de la Waffen SS, no había recibido formación especial, aparte de los ejercicios militares regulares y no había cometido crímenes de guerra. En lo que los veteranos de la División de Estonia, que había puesto sus armas mayo de 1945 recordará como el 'Infierno Checa, la población local, perseguido, humillado y torturado a los soldados de la Waffen SS, asesinando 500-1000. El mayor Paul Maitla era el más conocido entre las víctimas.[4][5][6][7]

## Bajas
Dado que la base más organizada a un levantamiento es tener que conducir por la lucha armada, generalmente habrá muchas bajas. Durante el levantamiento de Praga, 1694 checos fueron asesinados y otros 1.600 heridos de gravedad. Casi 1.000 soldados alemanes fueron asesinados. El número de víctimas civiles alemanes se desconoce.
El Ejército de Vlasov perdió 300 hombres. El 9 de mayo, las bajas del Ejército Rojo se elevó a 500 muertos. Sin embargo, muchas otras víctimas no fueron identificadas. Es hasta esta fecha no está claro quién exactamente mató a los checos que murieron. Es posible que los alemanes no solo eran responsables, pero los checos que lucharon entre sí en un ajuste de cuentas entre los partidarios y colaboradores, y los comunistas y los demócratas.